# La Conspiration du Caire
Pour plus de détails, voir Fiche technique et Distribution.
La Conspiration du Caire (ولد من الجنة, Walad min al Janna, litt. « Garçon venant du Paradis ») est un film suédois écrit et réalisé par Tarik Saleh, sorti en 2022.
Il est sélectionné en compétition officielle au Festival de Cannes en mai 2022. Il remporte le prix du scénario du Festival de Cannes et le prix François-Chalais,.										

## Synopsis
Un étudiant crédule se retrouve piégé dans un conflit de pouvoir politico-religieux à l'intérieur de l'université Al-Azhar du Caire.
Adam est fils d'un simple pêcheur. Il est admis à l'université al-Azhar au Caire, institution sunnite par excellence. Le jour de la rentrée, le grand imam de la mosquée Al-Azhar, plus haute autorité de l'islam sunnite en Égypte, meurt soudainement, presque devant les étudiants. La succession étant ouverte, commence alors une lutte intestine entre les différents clans de l'université pour remporter l'élection du nouvel grand imam.
Le pouvoir politique égyptien veut absolument éviter le choix d'un imam proche des Frères musulmans et imposer un candidat qui lui convienne. Le colonel Ibrahim de la sûreté d’État se voit confier la mission d'orienter l'élection. Pour agir au sein de la prestigieuse institution, il recourt à l'aide d'étudiants qu'il appelle ses « anges ». Zizo, l'étudiant avec lequel il travaille, est inquiet pour sa sécurité et souhaite interrompre sa collaboration avec Ibrahim. Il se rapproche alors d'Adam et gagne sa confiance, car il souhaite le proposer à Ibrahim pour le remplacer.
Une nuit, Zizo est assassiné sous les yeux d'Adam. Ibrahim se voit confier l'enquête sur son décès. Il convainc Adam de collaborer avec lui en lui promettant le financement d'une opération chirurgicale indispensable pour sauver la vie de son père. Il ordonne à Adam de se rapprocher et d'espionner des étudiants proches des Frères musulmans.
Le cheikh Ngem, aveugle, charismatique et considéré comme un candidat tout à fait crédible pour le poste de grand imam, se présente à la sûreté et s'accuse du meurtre de Zizo, ce qui est évidemment très peu crédible. Il est néanmoins emprisonné. Ibrahim comprend que le cheikh Ngem sait en fait que Zizo a été assassiné par la sûreté et qu'il compte profiter de son futur procès pour dénoncer les vrais coupables.
Le colonel Ibrahim s'arrange pour qu'Adam devienne l'assistant du cheikh Al Durani, un candidat proche des Frères musulmans que le pouvoir égyptien ne veut pas voir obtenir la direction de l'institution. Grâce aux informations transmises par Adam, Ibrahim découvre que le cheikh a contracté un mariage secret avec une très jeune fille avec qui il a eu un enfant, et Adam et lui se servent de cette information pour l'écarter de la compétition.
Finalement, le candidat élu au poste de grand imam est le cheikh Omar Beblawi, un proche du pouvoir égyptien. Le supérieur d'Ibrahim décide alors qu'Adam est désormais inutile, et demande à Ibrahim de l'arrêter pour qu'il soit accusé du meurtre de Zizo puis condamné à mort et pendu. Ibrahim refuse de jouer le jeu, mais Adam est tout de même arrêté. Ibrahim va alors voir le chef de la Sureté et le convainc qu'Adam peut convaincre le cheikh Ngem de renoncer à s'accuser du meurtre de Zizo.
Adam est finalement libéré et peut retourner dans son village.

## Fiche technique
Sauf indication contraire, les informations mentionnées dans cette section peuvent être confirmées par la base de données cinématographiques IMDb,  présente dans la section « Liens externes ».
- Titre international : Boy from Heaven (ou Cairo Conspiracy)
- Titre original : Walad Min Al Janna
- Titre français : La Conspiration du Caire
- Réalisation et scénario : Tarik Saleh
- Musique : Krister Linder
- Direction artistique : Sila Karakaya
- Décors : Roger Rosenberg[5]
- Costumes : Denise Östholm[5]
- Photographie : Pierre Aïm[5]
- Son : Fredrik Jonsäter[5]
- Montage : Theis Schmidt
- Production : Kristina Åberg et Fredrik Zander
- Sociétés de production : Atmo Production ; Film i Väst, Final Cut for Real, Memento Films, Oy Bufo Ab et Sveriges Television (SVT) (coproductions)
- Société de distribution : Memento Distribution[5]
- Pays de production :  Suède,  France,  Finlande et  Danemark
- Langue originale : arabe
- Format : couleur - Dolby Digital
- Genres : thriller ; drame
- Durée : 120 minutes
- Dates de sortie :
  - France : 20 mai 2022 (Festival de Cannes) ; 26 octobre 2022 (sortie nationale)[1]
  - Suède : 18 novembre 2022
  - Belgique : 23 novembre 2022

## Distribution
Sauf indication contraire, les informations mentionnées dans cette section peuvent être confirmées par la base de données cinématographiques IMDb,  présente dans la section « Liens externes ».
- Tawfeek Barhom (VF : Fabien Albanese) : Adam
- Fares Fares (VF : Jean-Michel Fête) : le colonel Ibrahim
- Mohammad Bakri : le général Al Sakran
- Mehdi Dehbi : Zizo
- Makram Khoury : Cheikh Negm
- Jalal Altawil (VF : Bernard Métraux) : Cheikh Omar Beblawi
- Ramzy Choukair (VF : Gabriel Le Doze) : Cheikh Al Durani
- Moe Ayoub : Sohby
- Sherwan Haji : Soliman
- Ahmed Laissaoui : Raed
- Yunus Albayrak : le professeur de Sharia
- Mouloud Ayad : Nazim
- Youssef Salama Zeki : le professeur de biologie
- Ayman Fathy : un soldat
- Amr Mosad : Harun
- Okan Bozkuş : un étudiant

## Production
Adam est « témoin pendant tout le temps du film de la guerre que se livrent les pouvoirs politique et religieux, l'un et l'autre voulant imposer son homme lige à la tête de l'institution »
Tarik Saleh explique que son scénario a été inspiré par les conflits religieux qu'il a découverts dans le roman d'Umberto Eco, Le Nom de la rose. Le personnage d'Adam peut également être rapproché du propre grand-père de Tarik Saleh, qui était originaire d'un petit village du delta du Nil et a étudié à Al-Azhar alors que sa famille était analphabète.

### Tournage
Tarik Saleh n'a pas pu tourner le film en Égypte, où il craignait d'être arrêté dès sa descente d'avion. Le film a donc été réalisé en Turquie, principalement à Istanbul durant l'été 2021 et notamment à la mosquée Süleymaniye.

## Accueil

### Critiques
En France, le site Allociné propose une moyenne de 4,0⁄5 à partir de l'interprétation de 33 critiques de presse.
Selon Jacques Mandelbaum du Monde, La Conspiration du Caire est « aussi original que séduisant, organisant, à partir de la mort soudaine du grand imam de l’université religieuse Al-Azhar du Caire, la plus grande autorité sunnite du monde, un récit en forme de toile d’araignée autour des enjeux politiques du choix de son successeur et des divers protagonistes qui, en sourdine, s’y affrontent violemment. Ce film confirme, si besoin était, le talent du cinéaste ».
Selon Jacky Bornet de France TV info « Hitchcockien, un des principaux atouts de Boy from Heaven est de nous initier à un monde élitiste très secret par les yeux d’un béotien, à l’image du spectateur. L’identification est immédiate et l’on suit Adam dans ce labyrinthe ésotérique que l’on découvre en même temps que lui ».
Selon Jérôme Garcin de France Inter, c'est « un film qui a reçu le prix du scénario à Cannes, avec un jeune comédien formidable, Tawfik Barhom dans le rôle d'Adam et Fares Fares, presque méconnaissable, qui était déjà policier dans Le Caire confidentiel et qui joue cette fois le rôle d'un colonel de la sûreté. Film que Tarik Saleh n'a pas eu le droit de tourner en Egypte. Il a dû reconstituer cette université Al-Azhar en Turquie ». Le film reçoit un accueil dithyrambique par les critiques du Masque et la plume.
Pour Mathieu Victor-Pujebet du site Ecran Large, le long-métrage bénéficie d'une « humilité de mise en scène qui donne une ampleur visuelle presque naturelle au film » tout en insufflant « une brutalité bienvenue à sa mise en scène ». Le film est « rythmé par de ludiques retournements de situations et par une galerie d'enjeux forts, devenant un vrai plaisir de thriller percutant ». Le critique considère également la distribution comme très réussie. Le critique résume sa pensée ainsi : « avec la virtuosité contenue de sa mise en scène et l'impressionnante précision de son écriture, Tarik Saleh signe avec La Conspiration du Caire un thriller d'espionnage surpuissant, aussi riche que stimulant. ».
Selon Le Parisien, le film « déborde d’images somptueuses et spectaculaires avec des séquences impressionnantes où des centaines de figurants envahissent le cadre ».

### Box-office
Pour son premier jour d'exploitation en France, La Conspiration du Caire réalise 26 690 entrées dont 11 587 en avant-première, pour 205 copies. Le long-métrage est troisième au box-office des nouveautés, derrière La Proie du diable (27 373) et devant L'école est à nous (22 269). Au bout d'une première semaine d'exploitation, le long-métrage totalise 153 906 entrées pour une dixième place au box-office français, derrière Belle et Sébastien : Nouvelle Génération (171 196),. En semaine 2, le long-métrage réalise 100 268 entrées supplémentaires pour une dernière position dans le top 10 du box-office de la semaine, derrière Amsterdam (119 520). Pour sa troisième semaine d'exploitation, le long-métrage réalise 84 553 entrées supplémentaires pour une neuvième place au box-office, derrière Le Nouveau Jouet (89 164) et devant Plancha (74 289).
| Pays ou région | Box-office      | Date d'arrêt du box-office | Nombre de semaines |
| -------------- | --------------- | -------------------------- | ------------------ |
| Suède          | -               | -                          | -                  |
| France         | 520 943 entrées | 24 janvier 2023            | 14                 |
| Total mondial  | 4 730 231 $     | -                          | -                  |

## Récompenses et distinctions

### Récompenses
- Festival de Cannes 2022 : prix du scénario
- Prix François-Chalais 2022
- Prix des auditeurs du Masque et la Plume du meilleur film étranger de l'année 2022[21]

### Nominations
- César 2023 : meilleur film étranger

### Sélections
- Festival de Cannes 2022 : sélection officielle en compétition pour la Palme d'or